# Sibylle de Saxe-Cobourg et Gotha
Signature
Sibylle de Saxe-Cobourg-Gotha (en allemand : Sibylla von Sachsen-Coburg und Gotha, en anglais : Sibylla of Saxe-Coburg and Gotha), née le 18 janvier 1908 à Gotha (duché de Saxe-Cobourg et Gotha) et morte le 28 novembre 1972 à Stockholm (Suède), est une princesse allemande, devenue princesse de Suède à la suite de son mariage avec le prince Gustave Adolphe de Suède, duc de Västerbotten. Elle a ainsi la perspective de devenir un jour reine consort de Suède, mais le prince est tué dans un accident aérien en 1947 avant de pouvoir monter sur le trône. Elle meurt avant de voir son fils devenir roi en 1973.

## Biographie

### Premières années

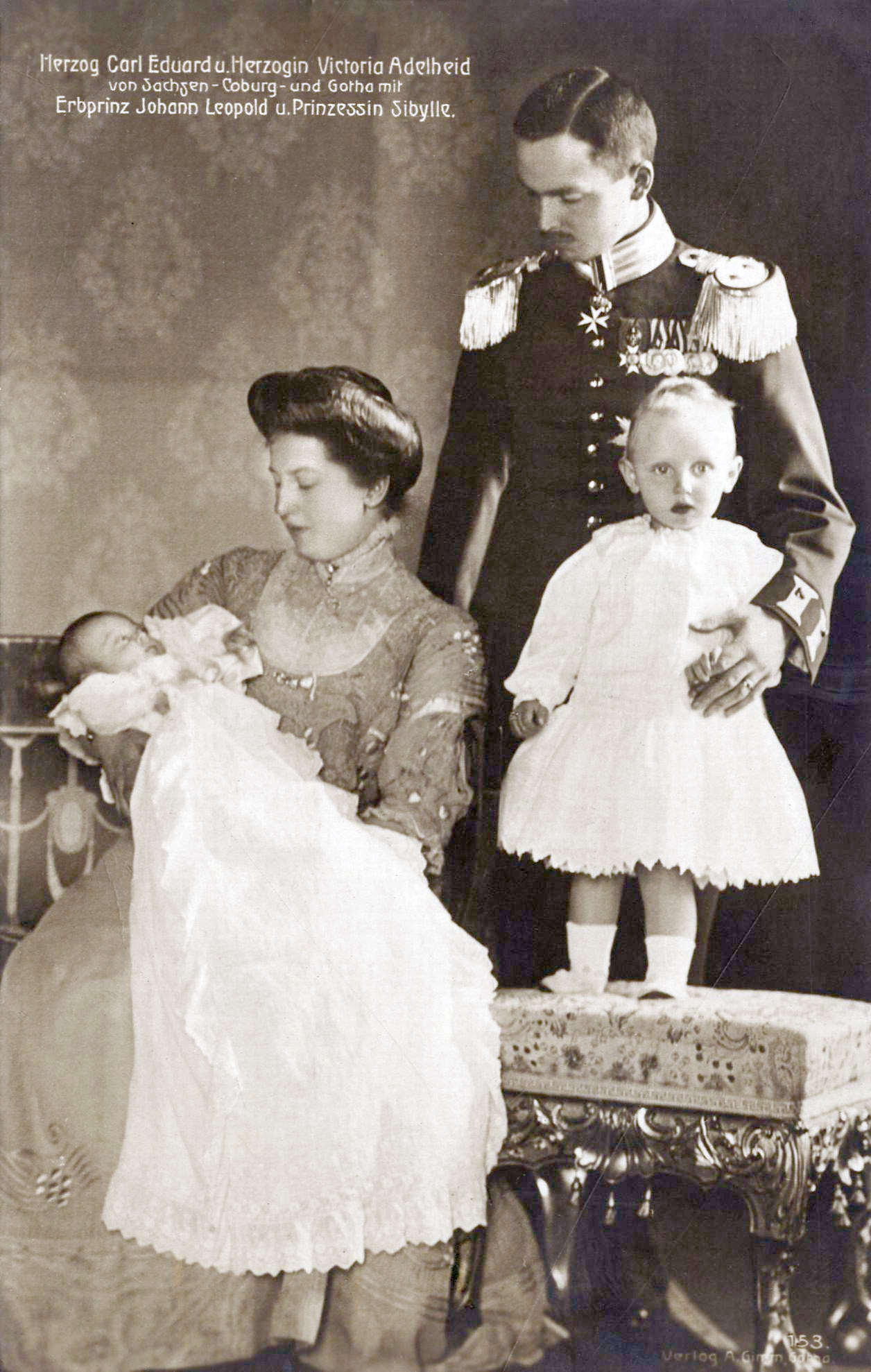
Le duc et la duchesse de Saxe-Cobourg et Gotha avec leurs enfants le prince héritier Jean-Léopold et la princesse Sibylle.

Fille du duc Charles-Édouard de Saxe-Cobourg-Gotha et de Victoria-Adélaïde de Schleswig-Holstein-Sonderbourg-Glücksbourg, la princesse Sibylle voit le jour le 18 janvier 1908 dans l'une des résidences de ses parents, le château de Friedenstein dans la ville de Gotha, l'une des deux capitales du duché de Saxe-Cobourg et Gotha en l'Empire allemand.
Son père est à l'origine un prince britannique, le fils posthume du prince Léopold, duc d'Albany, lui même le plus jeune fils de la reine Victoria du Royaume-Uni et du prince Albert de Saxe-Cobourg-Gotha. Le prince Charles-Édouard a, à la demande de sa grand-mère, hérité du titre de duc en 1900 après son oncle, le duc Alfred Ier de Saxe-Cobourg-Gotha. La même année, il a épousé la princesse Victoria-Adélaïde de Schleswig-Holstein-Sonderbourg-Glücksbourg, fille du duc Frédéric-Ferdinand de Schleswig-Holstein-Sonderbourg-Glücksbourg et de la princesse Caroline-Mathilde de Schleswig-Holstein-Sonderbourg-Augustenbourg.
La princesse Sibylle grandit à Cobourg avec ses frères et sœurs, le prince héritier Jean-Léopold, le prince Hubertus, la princesse Caroline-Mathilde et le prince Frédéric-Josias. Les enfants reçoivent, comme cela est courant dans les milieux aristocratiques de l'époque, leur éducation initiale par des professeurs particuliers et des gouvernantes. Plus tard, la princesse Sibylle fréquente le Gymnasium Alexandrinum de Cobourg puis la Kunstgewerbeschule de Weimar.
Comme les autres princes de l'Empire allemand, son père est contraint d'abdiquer en novembre 1918, lorsque les monarchies allemandes sont abolies par la Révolution allemande de 1918-1919, à la fin de la Première Guerre mondiale, ce qui affecte la position de la princesse Sibylle. Elle et sa famille perdent également leurs titres britanniques à la suite du Titles Deprivation Act 1917, qui permet à la Couronne de priver les ennemis du Royaume-Uni pendant la Première Guerre mondiale de leurs pairies et titres britanniques.

### Mariage

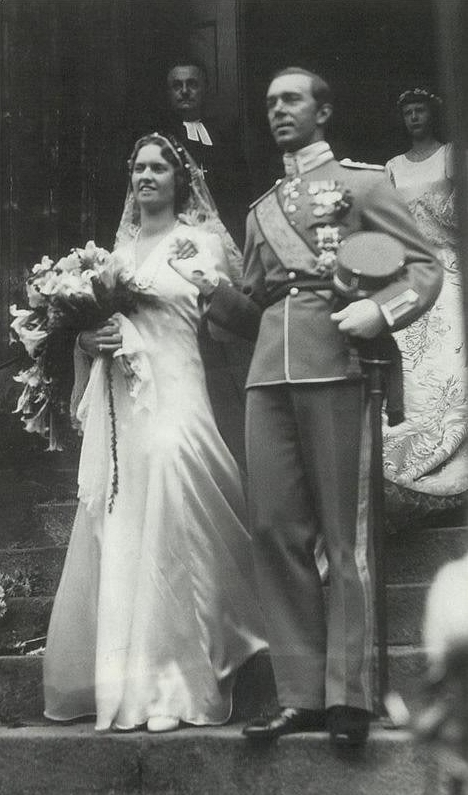
Le couple le jour de leur mariage le 20 octobre 1932.

En novembre 1931, la princesse Sibylle est à Londres pour assister au mariage de sa cousine Lady May Cambridge avec Henry Abel Smith, auquel elle participe en tant que demoiselle d'honneur. L'une des autres demoiselles d'honneur est sa cousine au second degré, la princesse Ingrid de Suède, qui présente la princesse Sibylle à son frère, le prince Gustave-Adolphe de Suède, duc de Västerbotten, qui a accompagné sa sœur à Londres. Leurs fiançailles sont annoncées le 16 juin 1932 dans le salon Rouge du château de Callenberg près de Cobourg. Son futur mari est le fils aîné du prince héritier Gustave Adolphe de Suède et de la défunte princesse britannique Margaret de Connaught, et a donc la perspective de devenir un jour roi de Suède. Les fiancés sont étroitement liés, car le père de la princesse Sibylle et la mère du prince Gustave Adolphe sont tous deux des petits-enfants de la reine Victoria.
Le mariage est célébré à Cobourg en octobre de la même année - connue sous le nom de « Année de la Suède », car marquant le 300e anniversaire de la mort du grand roi Gustave II Adolphe. Bien que la monarchie ait été abolie, le mariage est tout de même célébré comme un événement officiel à Cobourg, avec des honneurs militaires et une procession publique, car le président du Reich Paul von Hindenburg a ordonné qu'aucune économie ne soit faite sur les honneurs . Cependant, comme la ville de Cobourg est déjà fortement dominée par le parti nazi, les honneurs officiels donnent aux célébrations de mariage un aspect nazi, qui fait très mauvaise impression en Suède.
Le mariage civil a lieu le 19 octobre à Hornzimmer dans la forteresse médiévale de Veste Coburg. En présence de plus de soixante invités issus des maisons princières européennes, le mariage religieux suit le lendemain à l'église Saint-Maurice de Cobourg. Cependant, le grand-père du marié, le roi Gustave V, n'est pas présent pour protester contre les liens de la maison ducale avec le parti nazi.
Les mariés partent en lune de miel en Italie avant d'arriver à Stockholm le 25 novembre 1932. Ils sont reçus à la gare par le premier ministre de Suède Per Albin Hansson et la famille royale de Suède.

### Vie en Suède

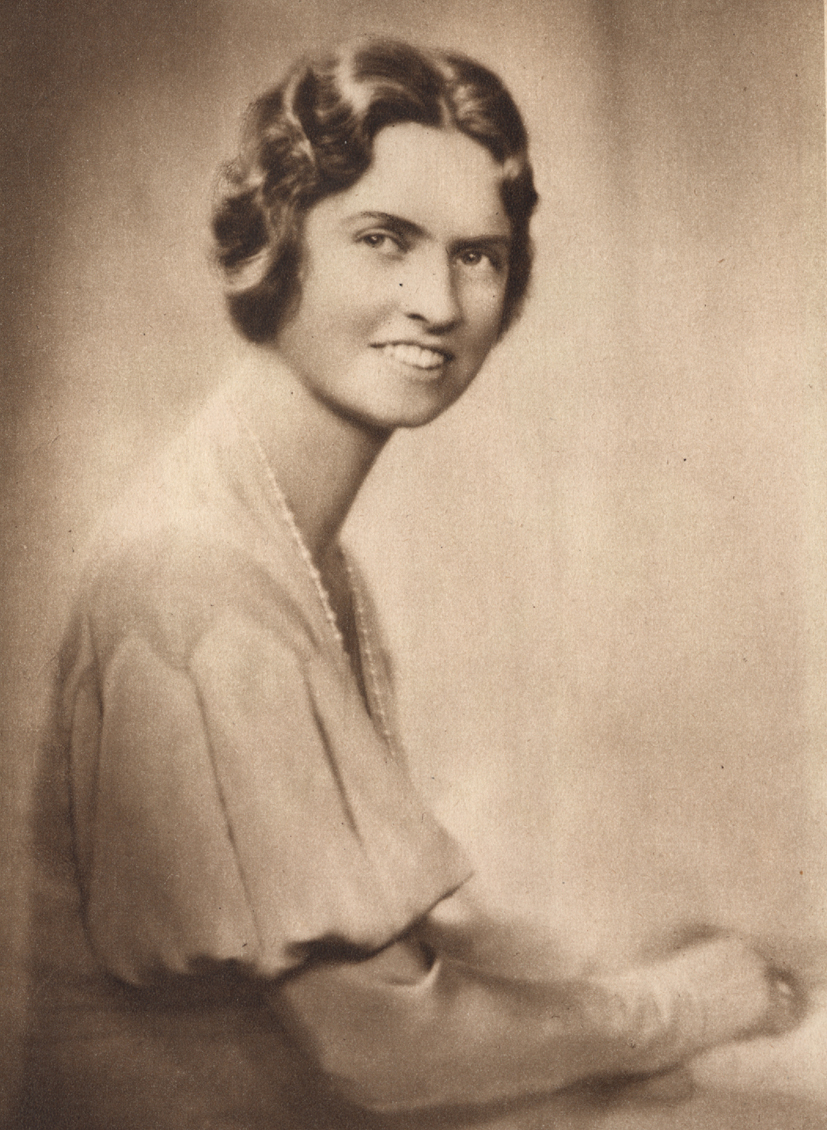
La princesse Sibylle en 1940.

Par son mariage, Sibylle devient princesse héritière de Suède et duchesse de Västerbotten. Déjà après quelques jours en Suède, Sibylle commence ses activités de représentations et remet les prix lors d'une compétition d'escrime, assistée par sa belle-sœur la princesse Ingrid. Sibylle partage l'intérêt de Gustave Adolphe pour le scoutisme et la vie en plein air, et le couple a une cabane sur l'île d'Ingarö et une autre dans les montagnes de Storlien.

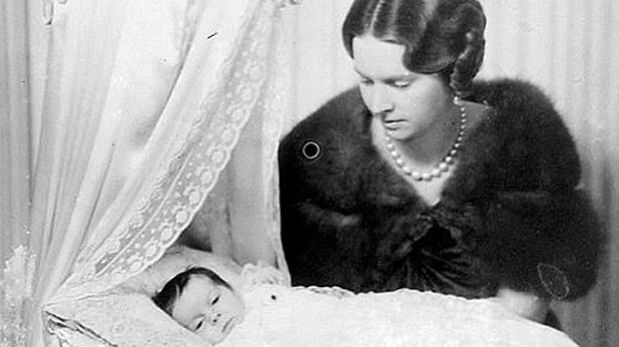
La princesse Sibylle avec sa fille aînée, la princesse Margaretha, en 1934.

Le prince et la princesse s'installent au château de Haga à Solna au nord de Stockholm. Le couple donne naissance à quatre filles, surnommées les « princesses de Haga » : la princesse Margaretha en 1934, la princesse Birgitte en 1937, la princesse Désirée en 1938 et la princesse Christina en 1943, et un fils en 1946, le prince Charles Gustave.
Cependant, la princesse Sibylle est accueillie avec méfiance dans sa nouvelle patrie. Elle et son mari apparaissent souvent dans diverses associations germanophones en Suède, alors qu'à cette époque, toutes les choses allemandes sont facilement soupçonnés d'être nazis, ce qui signifie que le couple devient rapidement suspect aux yeux de la presse et du public. La haine allemande est aussi dirigée contre elle. L'attachement manifeste de ses proches au nazisme fait également d'elle une cible personnelle de critiques antinazies. Sibylle a également des difficultés à apprendre la langue suédoise, ce qui contribue à créer une distance avec le public. Elle, autrefois décrite comme franche et vive, devient de plus en plus calme et réservée. Ni elle ni son mari n'ont de bonnes relations avec la presse et le public, malgré le fait que la princesse essaye de combler ses lacunes.
Au cours de sa vie, elle est nommée présidente de diverses organisations telles que la Société pour l'audition en 1935, l'Organisation des scoutes suédoises en 1939, de l'Association des femmes automobilistes en 1939, de la Société de Solstickan en 1941, de la Société des soins pour l'enfance en 1948 et de la maison de repos de la reine Victoria de Öland en 1951. En 1938, elle fonde la Fondation de Saint-Martin.

### Veuvage

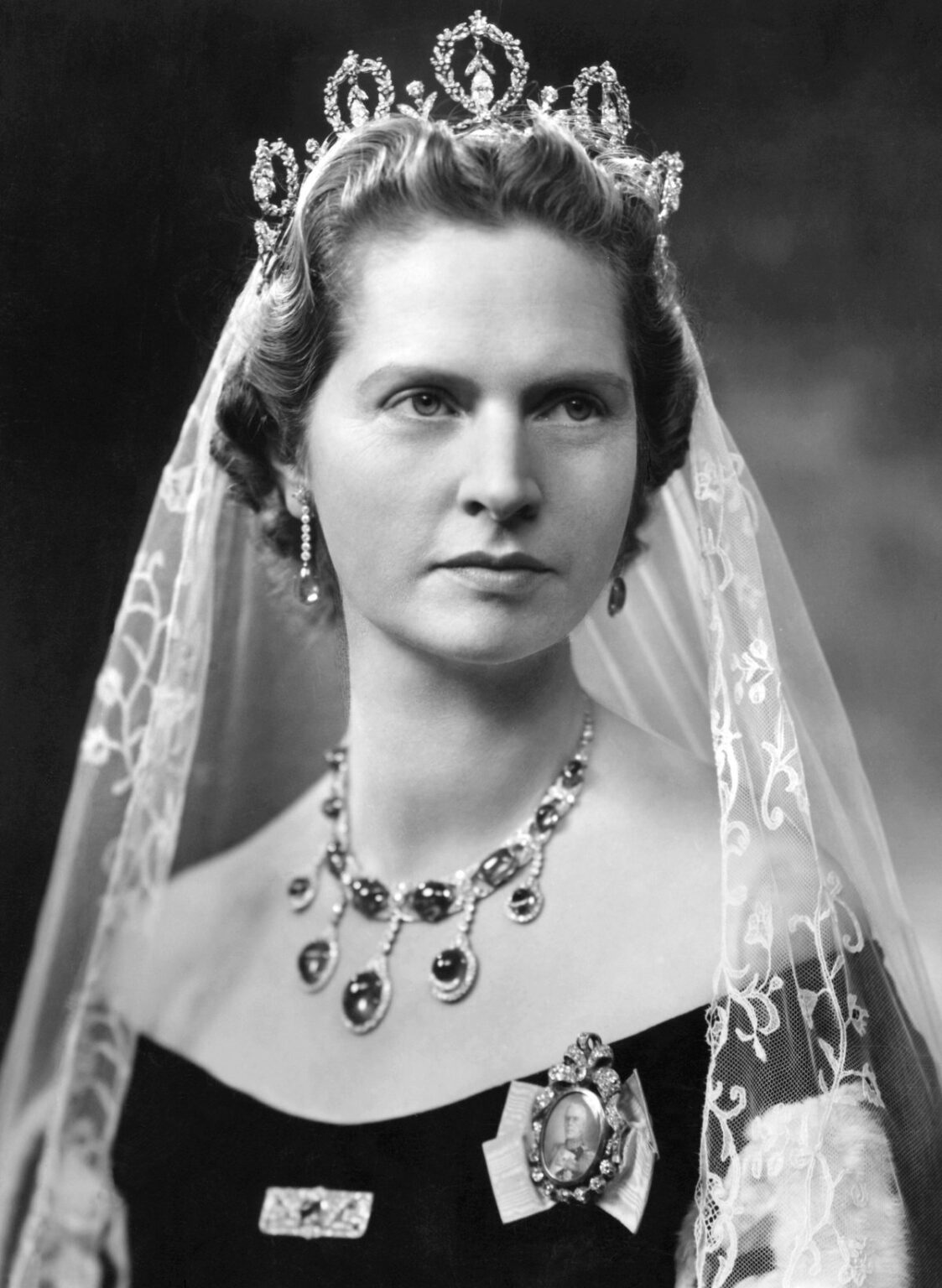
La princesse Sibylle en 1947.

Le 26 janvier 1947, le prince héritier Gustave Adolphe décède dans un accident d'avion à l'aéroport de Copenhague. Elle n'est donc jamais devenue reine et n'a jamais vu son fils devenir roi. Cependant, après la mort de la reine Louise en 1965, la princesse Sibylle occupe le rôle officieux de première dame du royaume avec de nombreuses fonctions représentatives, car la Suède est alors sans reine et elle est la mère du prince héritier. Au cours de ces années, étant plus exposée, elle jouit d'un peu plus de popularité, à mesure que son humour et son sens de l'autodérision deviennent plus connus et appréciés. Elle continue les « déjeuners de dames démocrates » pour les femmes actives, lancés par la reine Louise en 1962 en remplacement de la présentation à la cour. Elle développe aussi un intérêt pour les questions environnementales.

Elle meurt à l'âge de 64 ans le 28 novembre 1972 au palais royal de Stockholm. La princesse Sibylle est inhumée au côté de son mari au cimetière royal d'Haga situé à Solna.

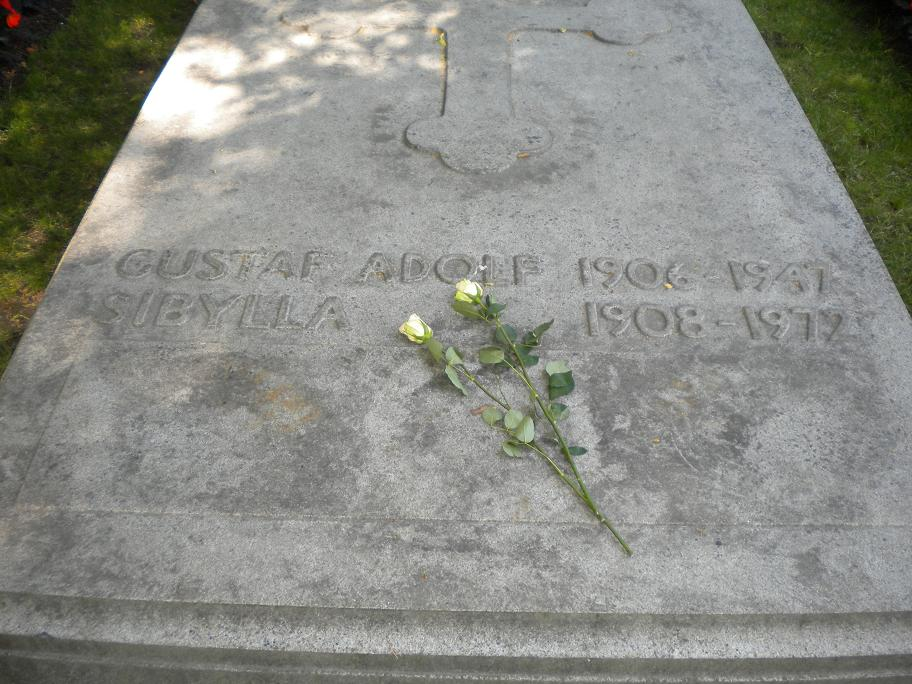
Tombe de Sibylle et de Gustave-Adolphe de Suède.

## Titres, honneurs et armes

### Titulature
- 18 janvier 1908 — 28 mars 1919 : Son Altesse Royale la princesse Sibylle de Saxe-Cobourg-Gotha, duchesse de Saxe, princesse du Royaume-Uni.
- 28 mars 1919 — 19 octobre 1932 : Son Altesse la princesse Sibylle de Saxe-Cobourg-Gotha, duchesse de Saxe.
- 19 octobre 1932 — 26 janvier 1947 : Son Altesse Royale la princesse Sibylle de Suède, duchesse de Västerbotten.
- 26 janvier 1947 — 28 novembre 1972 : Son Altesse Royale la princesse Sibylle de Suède, duchesse douairière de Västerbotten.

### Honneurs
- Chevalier de l'ordre des Séraphins, 22 mars 1952
- Grand-croix de l'ordre de la Maison ernestine de Saxe
- Grand-croix de l'ordre du Mérite de la République fédérale d'Allemagne
- Dame grand-croix de l'ordre du Lion d'or de la maison de Nassau[6]

### Armes
Ses armoiries sont exposées dans l’église de Riddarholmen :
Écartelé : à la croix pattée d'or, qui est la Croix de Saint-Eric, cantonnée en 1 et 4, d'azur à trois couronnes d'or posées 2 et 1 (qui est de Suède moderne), en 2 et 3, d'azur, à trois barres ondées d'argent, au lion couronné d'or armé et lampassé de gueules, brochant sur le tout (qui est de Suède ancien), en pointe, d'azur semé d'étoiles à six branches d'or au cerf d’argent aux ramures de gueules et armés de même brochant sur le tout (Västerbotten), sur-le-tout burelé de dix pièces de sable et d'or au crancelin de sinople, brochant en bande sur le tout (de Saxe).

### Sur la famille ducale de Saxe-Cobourg et Gotha
- (de) Harald Sandner, Das Haus Sachsen-Coburg und Gotha 1826 bis 2001. : Eine Dokumentation zum 175-jährigen Jubiläum des Stammhauses in Wort und Bild., Cobourg, Druck- und Verlagsanstalt Neue Presse, 2001 (ISBN 3-00-008525-4)

### Sur la famille royale de Suède
- (sv) Lars Elgklou, Bernadotte. Historien - och historier - om en familj, Stockholm, Askild & Kärnekull Förlag AB, 1978 (ISBN 9170088829 et 9789170088827, OCLC 4640082, lire en ligne).